# Isla de los Pájaros (Namibia)

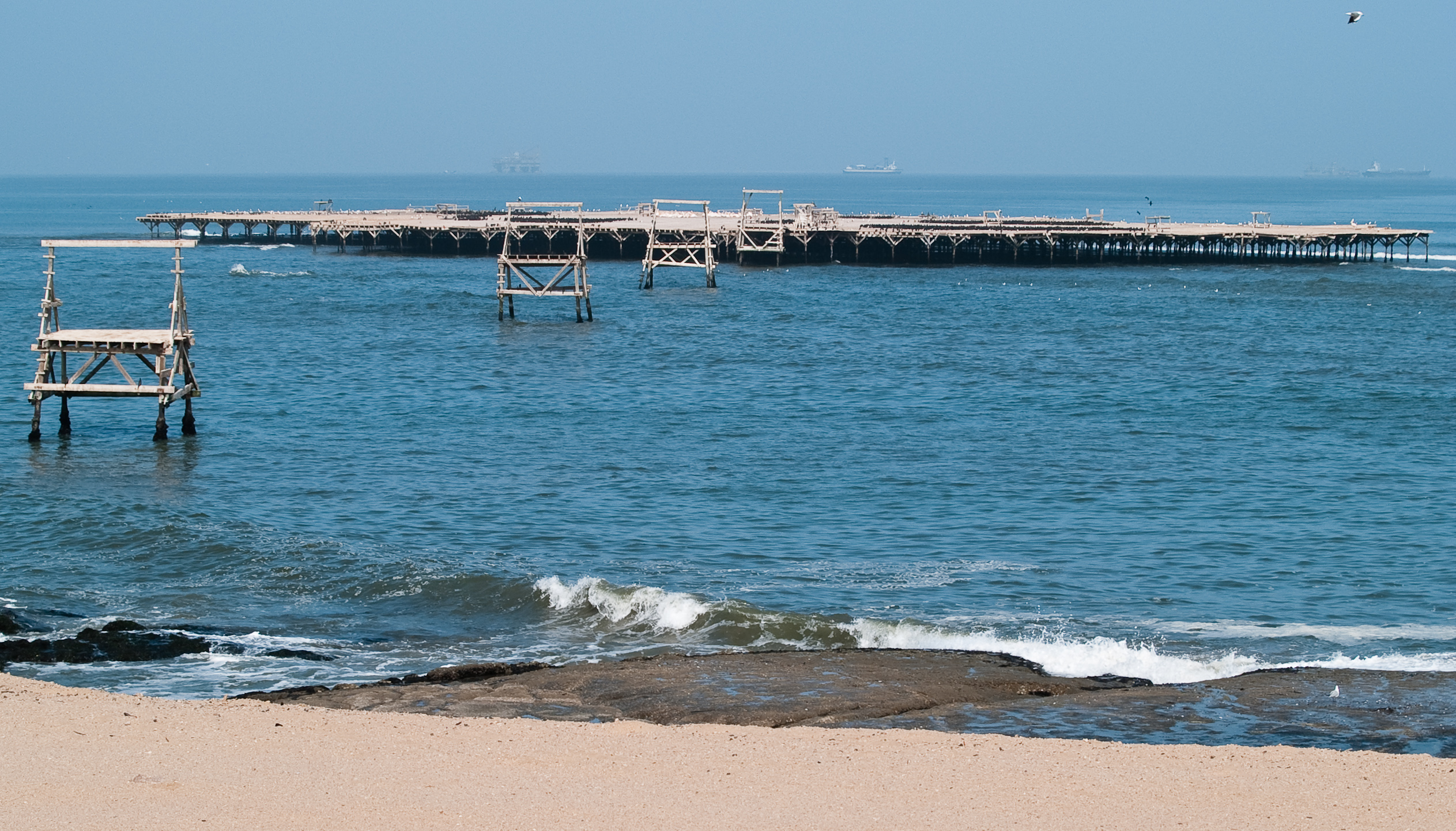
La isla desde la costa.

La Isla de los Pájaros (Bird Island) es una plataforma hecha por el hombre en la costa de Namibia entre Walvis Bay y Swakopmund. Sirve como un sitio de anidación para las aves (principalmente cormoranes del Cabo) y sitio de recolección de guano que se vende. No posee población humana y pertenece a la región de Erongo.

## Historia
La isla fue concebida y construida por Adolf Winter, un alemán que emigró a África del Sudoeste (ahora conocida como Namibia) en 1912. Winter tomó un tren desde Swakopmund a la cercana bahía de Walvis y vio a una formación rocosa llamada "Bird Rock", cubierta de guano de muchas aves. En el viaje de regreso se dio cuenta de que el guano había sido arrastrado por el mar, y vio una oportunidad de negocio.
La isla comenzó como una plataforma de madera que medía cuatro metros cuadrados y tres metros por encima del mar. Winter terminó esta construcción inicial en marzo de 1930. Un año más tarde se había ampliado la plataforma a 16 metros cuadrados, y al otro año en agosto se había ampliado a 1600 metros cuadrados. El guano se recogió y se vendió cada año, y la expansión de la plataforma continuó a un ritmo más lento hasta 1937, cuando un gran cargamento de madera permitió la construcción de la plataforma a su tamaño actual de 17000 metros cuadrados.

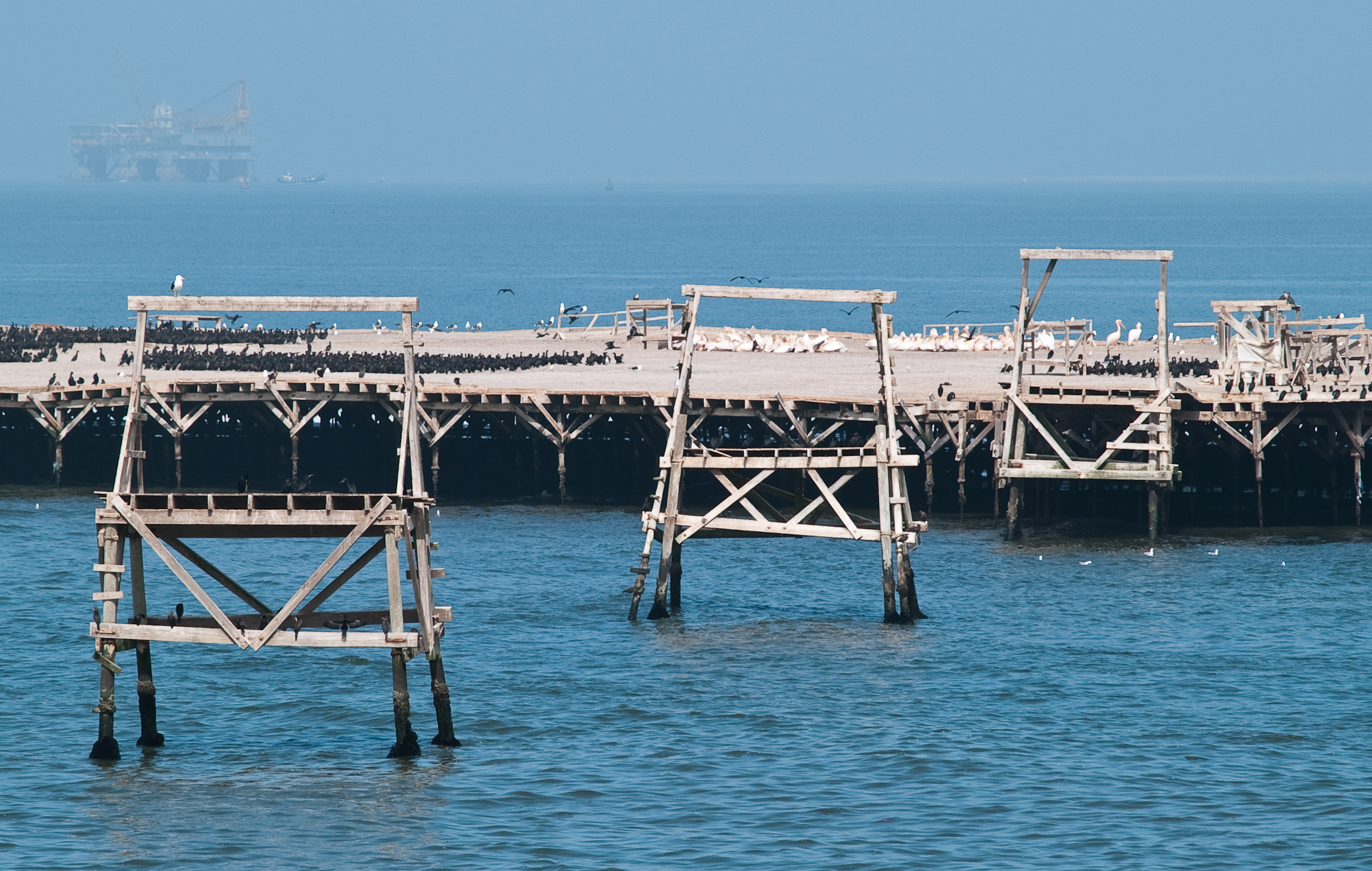
Transporte de guano a la costa.

## Economía
El guano recogido es considerado de alta calidad por su alto contenido de nitrógeno en relación con otros sistemas de recogida de guano en la región. Se limpia en Swakopmund para quitar las plumas y otros desechos, y se exporta a Bélgica y Estados Unidos a  285 dólares por tonelada. La plataforma produce alrededor de 650 toneladas de guano al año.